# Chrysochroa corbetti
Chrysochroa corbetti – gatunek chrząszcza z rodziny bogatkowatych, podrodziny Chrysochroinae i plemienia Chrysochroini.

## Taksonomia
Gatunek ten został opisany w 1893 roku przez Charlesa Kerremansa. Nie został dotąd przypisany do żadnego podrodzaju.

## Opis
Duży bogatkowaty, osiągający od 37 do 40 mm długości ciała. Głowa metalicznie zielona z fioletowym zabarwieniem. Przedplecze fioletowo-czerwone po bokach z szerokim metalicznie zielonym lub błękitnym pasem przez środek, zwężającym się z przodu i szerszym z tyłu. Pokrywy z dwiema dużymi, niebieskimi plamami w przedniej i tylnej połowie każdej, których granice sięgają szwu i zewnętrznych krawędzi oraz z dwoma węższymi, pomarańczowo-żółtymi z zielonawym połyskiem przepaskami u podstawy i wierzchołka i jedną, szeroką, kremowożółtą przepaską przez środek. Tylne brzegi pokryw bez piłkowania. Sterna odwłokowe metalicznie fioletowe.

## Biologia
Dorosłe odżywiają się liśćmi Pterospermum acerifolium.

## Występowanie
Gatunek ten występuje w północnej Tajlandii i Birmie.